# ソーヴィニヨン・ブラン
ソーヴィニヨン・ブラン（仏：Sauvignon blanc）は、フランスのボルドー地方を原産地とする、緑色の果皮をもつブドウの品種である。名前の由来は、フランス語で野生を意味する"sauvage"と、白を意味する"blanc"であると考えられているが、これはフランス南西部に古くから土着であったためである。また、ソーヴィニヨン・ブランはサヴァニャンの子孫である可能性が高い。

## 概要
ソーヴィニヨン・ブランは世界中のワイン産地で栽培されており、多くは爽やかな辛口白ワインとなる。ソーテルヌやバルザックでは甘口のデザートワインにも使われる。フランスの他、チリ、カナダ、オーストラリア、ニュージーランド、南アフリカ、アメリカのワシントン州やカリフォルニア州で広く栽培されており、カリフォルニアなどの一部のニューワールドではフュメ・ブランと呼ばれることもある。これは、ロバート・モンダヴィが考案した造語であり、プイィ・フュメになぞらえた販売戦略である。
ソーヴィニヨン・ブランで作られるワインの香りは、栽培される地域の気候によって、明確な草の香りから甘くトロピカルな香りまで幅がある。冷涼な気候では、この品種は強い酸味と草やピーマン、イラクサのような「青い香り」を持つ傾向がある。パッションフルーツのようなトロピカルフルーツや、エルダーフラワーのようなフローラルな香りが感じられることもある。温暖な気候ではトロピカルフルーツの香りがより際立つが、過熟すると香りが失われる可能性があり、そうなるとわずかに桃のような樹果やグレープフルーツの香りが残るだけになってしまう。
ロワール地方やニュージーランドのソーヴィニヨン・ブランを表現する言葉として、"crisp, elegant, and fresh" といった形容詞が使われることがある。やや冷やしたソーヴィニヨン・ブランには魚料理やチーズ（とりわけシェーブルチーズ）が良く合うされる。寿司と合うワインのひとつとしても知られる。
リースリングとともに、ソーヴィニヨン・ブランはスクリューキャップのボトルで商業展開された最初のワインである。これは特にニュージーランドの生産者が実施した。ソーヴィニヨン・ブランのワインは若いうちに飲まれることが多く、そういったワインは熟成しても品質が良くならないものもあるが、なかには熟成によってえんどう豆やアスパラガスを思わせる植物性の香りを持つようになるものもある。オーク樽で熟成された、ボルドーのペサック・レオニャンやグラーヴ産辛口白ワイン、ボルドーの甘口ワイン、プイィ・フュメやサンセールなどのロワール産ワインは熟成のポテンシャルがある。

## 歴史
ソーヴィニヨン・ブランの起源を辿ると、フランス西部のロワール川流域およびボルドー地方にさかのぼることができる。ただし、この地域が真の起源かどうかは明確ではない。この品種はサヴァニャン種の子孫である可能性が示唆されており、さらにカルメネール種との関係もあると言われている。18世紀に、この品種とカベルネ・フランを掛け合せてカベルネ・ソーヴィニヨンが生み出された。19世紀のボルドーでは、ソーヴィニヨン・ヴェール（チリではソーヴィニノナスと呼ばれる）がソーヴィニヨン・グリとともに部分的に植えられていた。フィロキセラ禍（19世紀フランスのフィロキセラ禍）以前に植えられていたソーヴィニヨン・ヴェールは苗木としてチリに持ち込まれ、現在でも栽培が続いている。ロワール川流域で栽培されているソーヴィニヨン・ロゼは、名前は似ているもののソーヴィニヨン・ブランとの関係性は知られていない。
ソーヴィニヨン・ブランの苗木がカリフォルニアに初めて持ち込まれたのは1880年代のことである。クレスタ・ブランカ・ワイナリーの創設者であるチャールズ・ウェットモアが、ソーテルヌのシャトー・ディケムに植えられていたソーヴィニヨン・ブランを苗木にして持ち込み、リバーモア・ヴァレーに植樹したが、これはうまくいった。1968年にロバート・モンダヴィによりフュメ・ブランと名付けられ宣伝されることになった。ニュージーランドへの伝播は1970年代のことであり、ミュラートゥルガウとの混醸用に試験的に植えられたのが始まりである。

## 適した気候・地理的条件
ソーヴィニヨン・ブランは芽吹くのは遅いが成熟は早い傾向にある。そのため、晴天が続く気候においても過剰な高温に晒されなければ良好に栽培が可能である。南アフリカ、オーストラリア、カリフォルニアなど温暖な国や地域においては、カリフォルニアのソノマ郡アレキサンダー・ヴァレーなど、比較的冷涼な気候の場所で多く栽培されている。高温に晒される地域では、ブドウが急速に過熟し香りの弱く酸味の単調なワインになってしまう。地球温暖化の影響で、ソーヴィニヨン・ブランの収穫時期はかつてに比べて早まっている。
ソーヴィニヨン・ブランの原産地はボルドーないしはロワール川流域であるが、カリフォルニア・オーストラリア・ニュージーランド・チリ・南アフリカにおいてもさかんに栽培されており、ワインの人気もシャルドネに代わって上昇している。イタリアやヨーロッパ中部での栽培例もある。

## 生産地域

### フランス

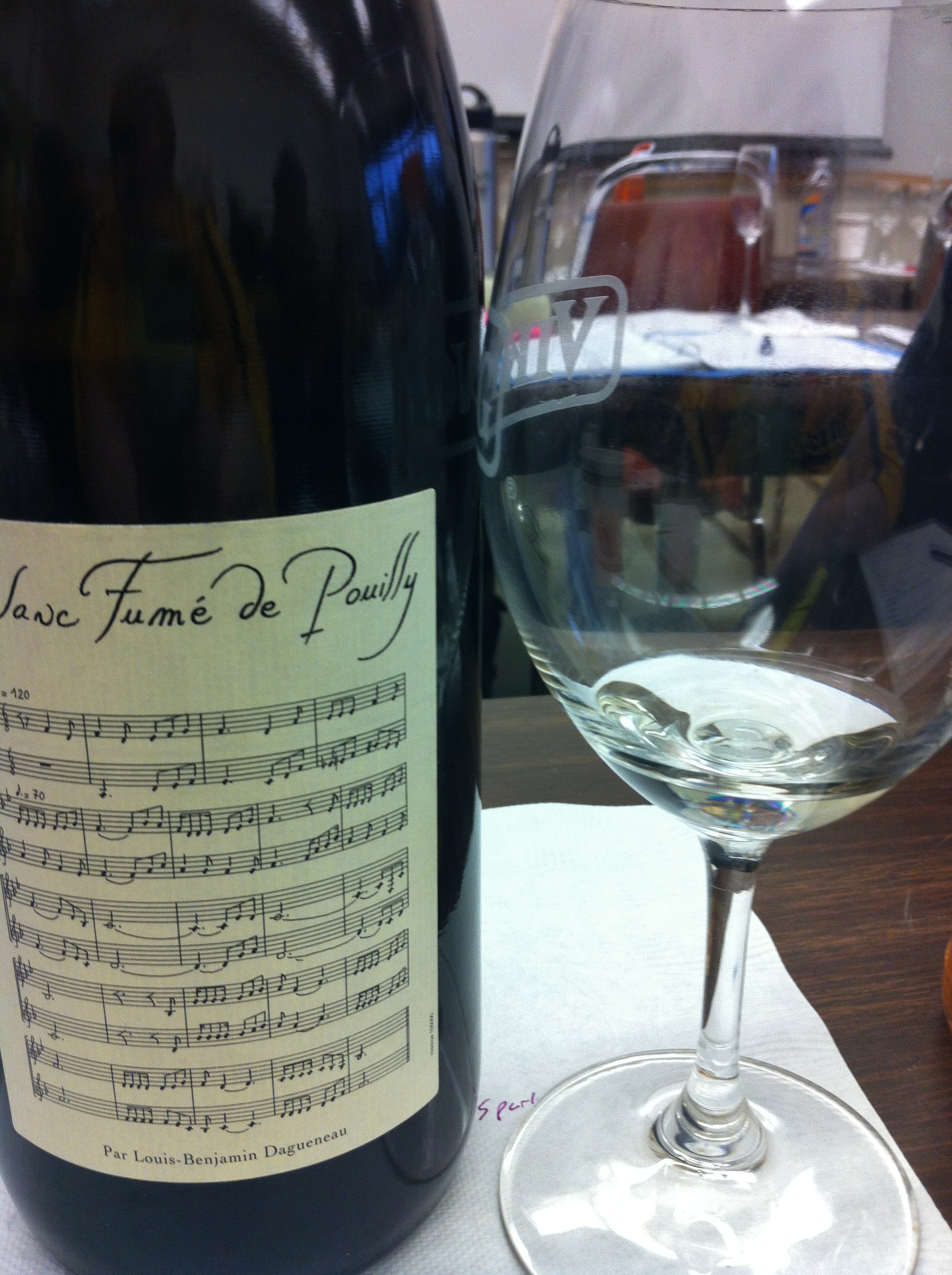
ロワール川流域で作られるプィイ・フュメ。

フランスでは、海洋性気候のボルドー（特に辛口ワインの産地としてアントル・ドゥ・メール、グラーヴ、ペサック・レオニャンなど、甘口ワインの産地としてソーテルヌなど）や大陸性気候のロワール（プイィ・フュメ、サンセール、トゥーレーヌなど）で生産される。これら地域の気候はではブドウはゆっくり成熟するため酸と糖分のバランスがとれた状態で成長することができる。酸と糖分のバランスは、香りの優れたワインには必要不可欠である。フランスでは、ワインづくりにおいて土壌やその他ワインに影響するテロワール(生育環境、産地特性)の特徴に極めて重大な注意が払われる。サンセールやプイィのように、白亜とキンメリジャンという泥灰土から成る土壌においては豊かで複雑性のあるワインが産出され、特に細かな白亜質土壌ではよりフィネスと芳香が感じられるワインになる。ロワール川およびその支流付近の砂利が多い土壌では、スパイス、花、ミネラルの香りのワインとなる。これはボルドーにおけるよりフルーティーなタイプのワインとは対照的である。土壌がチャートの場合は、最も酒質が強く長期熟成に耐えるワインになる傾向がある。
ボルドーでは、白ワイン用ブドウとして使用が許可されているのはセミヨン、ミュスカデル、ユニ・ブランおよびソーヴィニヨン・ブランの4種だけである。概ねこれらはブレンドされて使われるが、ソーヴィニヨン・ブランは4種の中でも主要なブドウ品種であり、パヴィヨン・ブラン・ド・シャトー・マルゴーでも主要な品種として使われる。ボルドーの辛口白ワインでは、主にソーヴィニヨン・ブランとセミヨンがブレンドされて使われる。ソーテルヌにおいては、遅摘みの貴腐ワインであるソーテルヌを作る際にセミヨンにブレンドされることがある。その割合は5～50%ほどで幅があり、ソーテルヌの特別1級に格付けされるシャトー・ディケムでは20%ほどブレンドされている。伝統的にソーテルヌにおいてはセミヨンを植えた列のなかに1本だけソーヴィニヨン・ブランを植える、ということがなされる。しかし、ソーヴィニヨン・ブランはセミヨンよりも1～2週間早く成熟するため、長く果実が成ったまま放置されてしまい香りの強さが失われてしまいかねない。そのため現在では区画を分けて栽培する生産者が増えている。
プイィ・フュメは、地域の名であるプイィ・シュル・ロワールに由来しする。この地域は、サンセールからロワール川をはさんで対岸の位置にあり、石灰を含み、チャートの極めての多い土壌である。その影響でワインには煙や火打石のような香りがあると言われており、それゆえフュメ（フランス語で「煙で燻したような」の意）という名前が付いた。
ローヌ北部では、ソーヴィニヨン・ブランはトレサリエとブレンドして使われることがあり、酸味の強いワインになる。
シャブリの外れに位置するサン＝ブリという地域のAOCではソーヴィニヨン・ブランが使われ、注目が高まっている。

### オーストラリア
オーストラリアでは、特にマーガレットリバー地区において、セミヨンとブレンドされることが多い。ヴァラエタルワイン（ソーヴィニヨン・ブラン1種だけから作るワイン）としては、アデレード・ヒルやパザウェイで作られるワインがあるが、ニュージーランド産のものとは異なるスタイルを持っており、比較的酸が高く白桃やライムのような熟した香りがあることが多い。

### チリ・ブラジル
1990年代初頭から、ワイン学者はチリで栽培されていたソーヴィニノナスとソーヴィニヨン・ブランを区別し始めた。チリ産のソーヴィニヨン・ブランは、ブレンドを行っていない場合、典型的にはニュージーランド産よりもはっきりと酸味が弱く、むしろフランスに近いスタイルである。バルパライソ州は比較的冷涼な気候であり、チリの他の地域よりもブドウの収穫を6週間ほど遅らせることができるため、チリで最もソーヴィニヨン・ブランに適した産地である。ブラジルでは、かつてソーヴィニヨン・ブランであると言われていたブドウが、調査によりセイベルであることが判明した。

### ニュージーランド

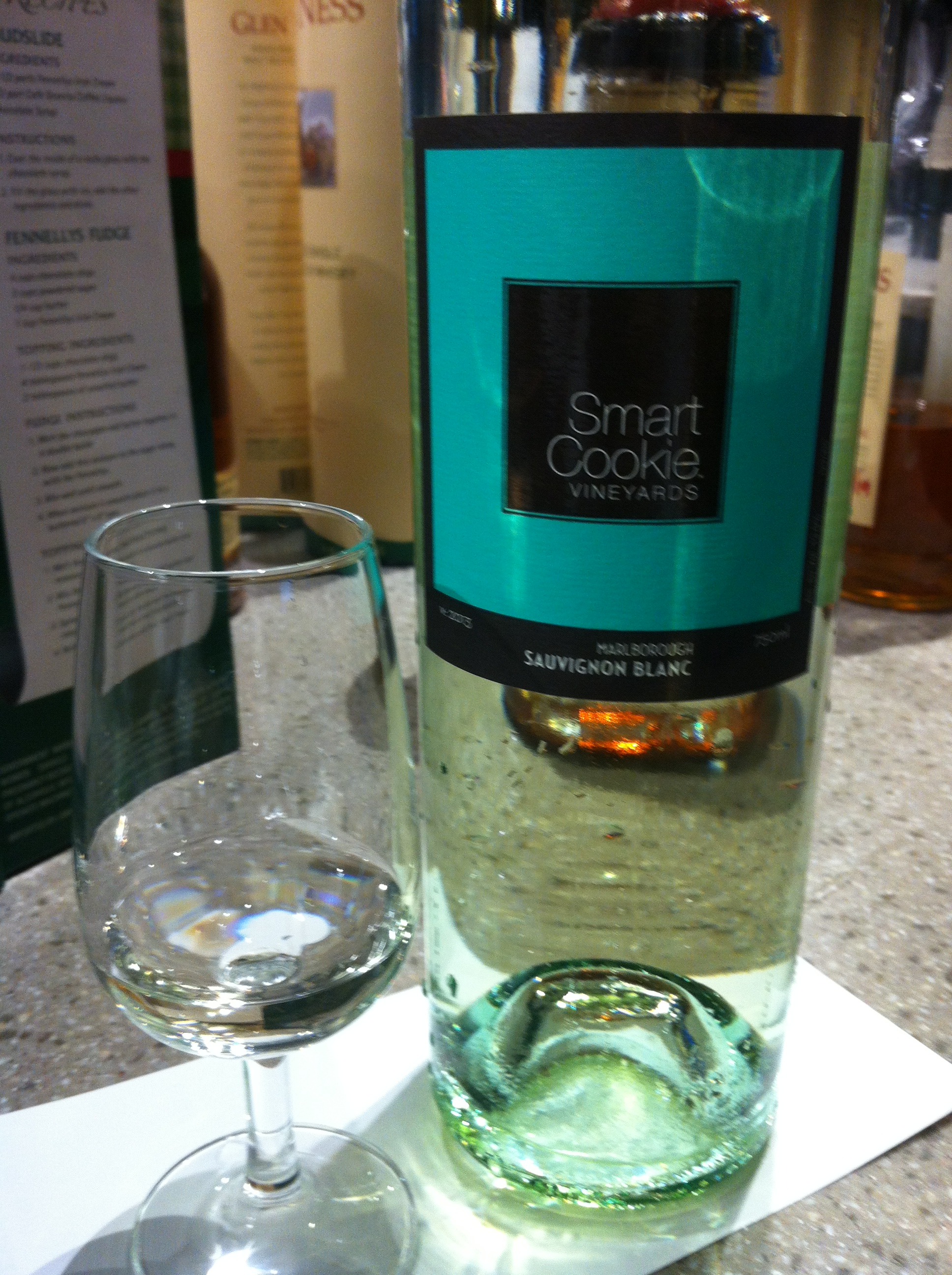
ニュージーランド、マールボロ産のソーヴィニヨン・ブラン

1990年代、ニュージーランドの海洋性気候の地域（とりわけ南島）で産出されるソーヴィニヨン・ブランはワイン市場で人気となった。マールボロ地区では、粘板岩上に砂質の土壌が堆積しており、そのため水はけが良く痩せた土になる。痩せた土では収量が減る分ブドウに香りなどの成分が集中するため、この場所はワイン生産にとって望ましい条件を備えている。このような土地は、ワイラウ川の氾濫原に沿ってマールボロ地区の東西に広がっている。このため、南北で各ワイナリーの個性は大きく異なる。重粘土質の土壌で作られたブドウは成熟が遅く、ワインはハーブのような香りが際立つが、砂利の多い土壌で作られたワインは早く成熟し、ふくよかでトロピカルな香りになる。土壌の差異だけでなく、生産者がいつ収穫を実施するかという決定もニュージーランド産ソーヴィニヨン・ブランの特性に影響を与える。
ニュージーランドの南島は細長い形をしているため、全てのワイナリーの海岸からの距離は80マイル（130km）以下である。冷涼な海洋性気候のおかげでブドウが成長できる期間が長く、その間の気候も安定している。したがってブドウは十分に成熟でき、酸と糖分のバランスがとれる。ニュージーランドのソーヴィニヨン・ブランの香りと強さはこのようにして生まれるのである。さらに近年では、南島のワイパラ、北島のギズボーンやホークス・ベイのソーヴィニヨン・ブランが、マールボロ産とは微妙に異なる特徴を持つとして注目されている。ニュージーランドのソーヴィニヨン・ブランで一般的なアスパラガスやセイヨウスグリなどの青い香りは、メトキシピラジンという化学物質に由来するが、この物質は冷涼な気候においてより顕著に発生する。パッションフルーツやツゲのようなより熟した香りは、チオール類の蓄積によるものだと考えられている。

### 北米

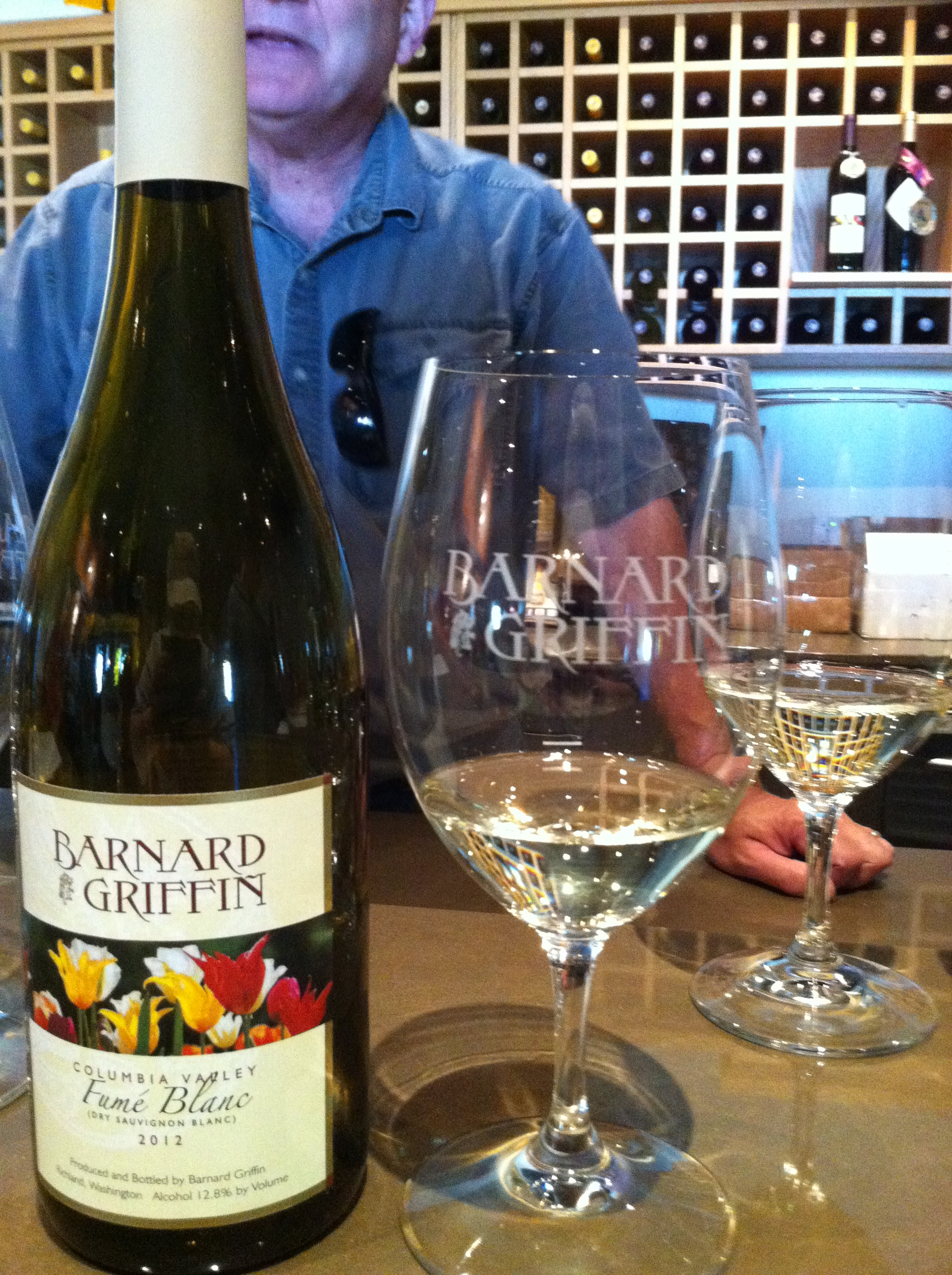
ワシントン州産のソーヴィニヨン・ブラン。ラベルにプィイ・フュメと表示されている。

北米大陸においては、ソーヴィニヨン・ブランの栽培はカリフォルニアで最も成功しているほか、ワシントン州やカナダのナイアガラ・ペニンシュラやオカナガン・ヴァレーでも栽培例がある。オハイオ州のエリー湖やオハイオ川の周辺でもわずかに栽培されている地域がある。カリフォルニアで作られるソーヴィニヨン・ブランは、フュメ・ブランの名でも知られる。最初にカリフォルニアで作られたソーヴィニヨン・ブランは、1968年のロバート・モンダヴィによるものであるが、彼はブドウ農家から非常に良いソーヴィニヨン・ブランを買い受けることができた。ところが、当時カリフォルニアでは、ソーヴィニヨン・ブランは青臭くて強すぎる香りがあるとして評判が悪かった。そこで、モンダヴィは樽熟成により香りを穏やかにし、フランスのプイィ・フュメを思わせる「フュメ・ブラン」の名前で売り出すことにしたのである。現在では、マーケティングの観点から、生産者が好きな方の名前を用いることができる。また、フュメ・ブランの名前で売られているワインのなかには、オーク樽熟成させたものもさせていないものもある。カリフォルニア産のソーヴィニヨン・ブランは2つのスタイルに分かれる。ニュージーランド産のワインに影響を受けたスタイルでは、控え目なトロピカルフルーツの香りとともに、柑橘類やパッションフルーツのような香りが感じられる。モンダヴィのプイィ・フュメのスタイルでは香りがよりはっきりとしていて、メロンのような香りがある。

### その他の地域
南アフリカのステレンボッシュやダーバンヴル、イタリアのコリッロ・ゴリツィアーノでは優れたソーヴィニヨン・ブランが作られるようになってきた。また、イタリアの甘口ワインのなかでも特に優れたものとして知られるムッファート・デラ・サラでは主要品種として使われる。

## 栽培と醸造
ニュージーランドやチリでは、ソーヴィニヨン・ブランを間隔をあけて何度か収穫することがある。これは、熟度によって特徴が変わってくるため、異なる特徴になったブドウをブレンドするためである。あまり熟していない状態ではリンゴ酸が強い。果実が熟すにつれ、赤トウガラシやピーマンのような香りが生まれ、糖度とのバランスも良くなる。このピーマンのような香りはメトキシピラジンという化学物質によるものである。マールボロのワイラウバレーでは、起伏のある地形のためワイナリーのなかでも熟度の段階が異なることがあり、間隔をあけて収穫するのと似た効果がワインに現れる。
ソーヴィニヨン・ブランから成るワインは、醸造の仕方にもおおいに影響される。ひとつは果汁をどの程度ブドウの果皮に接触させるかというものである。ニュージーランドでワイン造りが始まった当初は南島には醸造施設が無かったので、トラックやフェリーで北島、多くはオークランドまで運ばなければならなかった。そのため果汁と果皮の接触時間は長くなり、ワインの味わいは強くて鋭いものになった。現在、生産者によっては、意図的に果汁の一部を果皮に接触させ、後にブレンドに使うことがある。これはもともとフランスのロワール地方で使われていた手法である。逆に、カリフォルニアなどでは醸造したワインの風味が熟成によって変化しないように、一切果汁を果皮と接触させずに作ることも一般的に行われる。
また、醸造時の温度をどの程度にするかも重要な要素である。フランスでは、16～18℃のやや高めの温度で醸造することが好まれ、ワインにはミネラル感のある香りが生まれる。ニューワールドではそれよりも低めの温度で醸造することが多く、ワインは果実味が強くトロピカルな香りになる。ロワールではマロラクティック発酵を採用するのは少数の生産者にすぎないが、ニュージーランドでは比較的多い。一般にオーク樽での熟成を行うと、香りに丸みが生まれ、強すぎる酸味が穏やかになるが、ニュージーランドやサンセールでは鋭い酸味と強い香りを生かすためにステンレスタンクで醸造することも好まれる。